# 潮江村
潮江村（うしおえむら）は、高知県土佐郡にあった村。現在の高知市中心部の南方一帯、鏡川の河口右岸にあたる。

## 地理
- 山岳：宇津野山
- 河川：鏡川

## 歴史
- 1889年（明治22年）4月1日 - 町村制の施行により、近世以来の潮江村が単独で自治体を形成。
- 1926年（大正15年）1月25日 - 高知市に編入。

## 交通

### 鉄道路線
- 土佐電気（現・とさでん交通）
  - 桟橋線：梅の辻停留場 - 桟橋通一丁目停留場 - 帯田停留場 - 中堤停留場 - 岸壁通停留場 - 桟橋停留場

現在は旧村域に桟橋通二丁目停留場・桟橋通三丁目停留場が所在するが、当時は未開業。

## 現在の町名
天神町、筆山町、塩屋崎町一・二丁目、百石町一 - 四丁目、梅ノ辻、桟橋通一 - 六丁目、潮新町一・二丁目、土居町、役知町、萩町一・二丁目、北新田町、新田町、南新田町、仲田町、孕東町、孕西町、深谷町、六泉寺町、南中山、北中山、幸崎、南河ノ瀬町、河ノ瀬町、大原町、小石木町、北高見町、高見町、北竹島町、竹島町、南竹島町、南ノ丸町